# Who Do We Think We Are
Who Do We Think We Are — сьомий студійний альбом гурту Deep Purple. Запис альбому проходив в липні 1972 року в Римі і в жовтні того ж року під Франкфуртом з використанням пересувної студії Rolling Stones Mobile Studio.
Гурт в той період переживав внутрішні конфлікти, імовірно це позначилося на альбомі і Who Do We Think We Are не піднявся вище 4-й позиції в Великій Британії і 15-й в чартах США. Тим не менш, Deep Purple залишалися одним з найбільш комерційно успішних проектів у світі завдяки альбомам Machine Head і Made in Japan, а також численним гастролям.
Ієн Ґіллан у 1984 році згадував:
| Ми тільки-тільки завершили безперервні гастролі, що тривали 18 місяців. Кожен з нас в якийсь момент <туру> серйозно хворів. Озираючись у минуле <я розумію>: будь у нас пристойний менеджер, він сказав би: "Гаразд, вистачить, відпочиньте місяці три. Навіть до інструментів не торкайтеся ". Замість цього нас змусили до призначеного терміну закінчити альбом. А варто було б зупинитися. Думаю, якби ми зробили це, Deep Purple існували б до цього дня. Оригінальний текст (англ.) [We had just come off 18 months of non-stop touring, and we’d all had major illnesses at one time or another. Looking back, if they’d have been decent managers, they would have said, 'All right, stop. I want you to all go on three months' holiday. I don’t even want you to pick up an instrument.' But instead they pushed us to complete the album on time. We should have stopped. I think if we did, Deep Purple would have still been around to this day.] Помилка: [undefined] Помилка: {{Lang}}: немає тексту (допомога): не вказано код мови (допомога) |

Останній концерт даного (другого) складу групи стався в японському місті Осака 29 червня 1973 року. Після запису альбому, Ієн Ґіллан та Роджер Ґловер покинули гурт, аж поки Mk II не збереться знову в 1984 році для запису Perfect Strangers. 

## Запис
«Woman from Tokyo», перший трек, записаний у липні, розповідає про перший тур DP по Японії (наприклад, пісня «Fly into the Rising Sun»). Єдиним іншим треком, випущеним із сесій у Римі, є запис «Painted Horse» (та група вирішила не включати цю пісню в альбом, бо вона була схожа за звучанням на гурт Sweet, та й також гурту не сподобався вокал). Решта були записані у Франкфурті після додаткових гастролей (включно з Японією, що призвело до Made in Japan). Гурт, роз’єднаний внутрішньою боротьбою, намагався придумати треки, на які вони погодилися. Учасники не розмовляли один з одним, і багато пісень було закінчено лише після того, як були організовані розклади, щоб вони могли записувати частини окремо.
Про «Mary Long» Ґіллан сказав: «Мері Вайтхаус і Лорд Лонгфорд були особливо високопоставленими фігурами того часу, з дуже хитрими пальцями... Йшлося про стандарти старшого покоління, всю моральну основу, інтелектуальний вандалізм. – усе те, що існує в поколіннях… Мері Вайтхаус і лорд Лонгфорд стали однією особою, злившись разом, щоб представити лицемірство, яке я бачив у той час».
Ієн Ґіллан залишив групу після цього альбому, посилаючись на внутрішню напругу, яка, як вважають, включала ворожнечу з гітаристом Ричі Блекмором. Однак в інтерв’ю на підтримку альбому Mark II Purple Perfect Strangers, що повертається, Гіллан заявив, що втома та менеджмент мають багато спільного з цим. 

Додав Джеррі Блум, редактор книги «Більш чорне, ніж фіолетове»:
«У цей момент Deep Purple стали надзвичайно успішними. Успіх породжує попит, попит породжує більше роботи, більше роботи означає, що ви проводите більше часу разом. Як правило, коли ви проводите більше часу разом, ви дієте один одному на нерви»

## Обкладинка та назва альбому
Оригінальна обкладинка альбому містить багато цитат із газетних статей. Одна з них — із журналу Melody Maker за липень 1972 року, де барабанщик Ієн Пейс зауважує:
«Deep Purple отримують купу пристрасних листів або проти групи, або за неї. Розлючені зазвичай починають зі словами: «Ким себе вважають Deep Purple...» »
Інший уривок містить просто цитату Пейса: «Я купив його, тож я, до біса, добре його завантажу», яка була його відповіддю на гнівний лист, у якому барабанщик попереджав за те, що він ударив його ударну установку в кінці живого виступу в телевізійному шоу South Bank Pops 1970 року.
На звороті обкладинки попередніх видань початкова пісня вказана як «WOMAN FROM TOKAYO». (На студійному записі вокаліст Ієн Ґіллан вимовляє всі три склади «Tokyo», і насправді це звучить як TO-KAY-YO.) (Якщо не вірите, можете впевнитись у цьому самі, прослухавши композицію)

## Сприйняття
Альбом отримав змішані відгуки. Енн Шові з Rolling Stone негативно рецензувала альбом і, порівнюючи Who Do We Think We Are з проривним альбомом Deep Purple In Rock, написала, що перший «звучить так біса втомлено в місцях, що це просто бентежить», і «гурт, здається, просто ледве збирають достатньо енергії, щоб закласти ритм-трек, а тим більше імпровізувати». У ретроспективному критичному огляді Едуардо Рівадавія з AllMusic висловлює таку саму думку та пише, що, окрім «Woman from Tokyo», пісні альбому є «дуже непослідовний і вважає, що гурт просто переживає рухи», хоча він хвалить «Rat Bat Blue».
Навпаки, рецензент Девід Боулінг пише на сайті Blogcritics, що Who Do We Think We Are «є одним із найсильніших гуртів і займає перше місце в каталозі Deep Purple за якістю», забезпечуючи «одні з найкращих гард-рок епохи».

## Список композицій
Весь матеріал написали Річі Блекмор, Ієн Ґіллан, Роджер Ґловер, Джон Лорд та Ієн Пейс.
1. «Woman from Tokyo» — 5:48
2. «Mary Long» — 4:23
3. «Super Trouper» — 2:54
4. «Smooth Dancer» — 4:08
5. «Rat Bat Blue» — 5:23
6. «Place in Line» — 6:29
7. «Our Lady» — 5:12

## Бонус-треки
1. «Woman from Tokyo» (інший бридж) — 1:24
2. «Painted Horse» (студійна проба) — 5:19
3. «Our Lady» (’99 ремікс) — 6:05
4. «Rat Bat Blue» (writing session) — 0:57
5. «Rat Bat Blue» (’99 ремікс) — 5:49
6. «First Day Jam» (інструментал) — 11:31